# A Mistaken Accusation
A Mistaken Accusation è un cortometraggio muto del 1913. Il nome del regista non viene riportato nei credit.

## Trama
Pietro, un immigrato italiano che lavora come operaio, viene ingiustamente accusato di aver rapito il bambino di uno dei suoi datori di lavoro.

## Produzione
Il film fu prodotto dalla Essanay Film Manufacturing Company.

## Distribuzione
Distribuito dalla General Film Company, il film - un cortometraggio della lunghezza di 150 metri - uscì nelle sale cinematografiche USA il 7 marzo 1913.
Nelle proiezioni, veniva programmato con il sistema dello split reel, accorpato in un'unica bobina con un altro cortometraggio, The Hand of Fate.